# ويل ألين (لاعب كرة قدم أمريكية)
ويل ألين (بالإنجليزية: Will Allen)‏ هو لاعب كرة قدم أمريكية أمريكي، ولد في 17 يونيو 1982 في دايتون في الولايات المتحدة.

## وصلات خارجية
- ويل ألين على موقع مرجع كرة القدم المحترفة.كوم (الإنجليزية)